# 雪杉革命
雪杉革命（Cedar Revolution），因黎巴嫩国旗上的主要标志是雪松而得名，指2005年2月14日开始，由于拉菲克·哈里里被刺杀而导致的黎巴嫩大规模群众运动。
通过这次运动，叙利亚被迫从黎巴嫩撤出了所有1万4千人的部队，结束了自1975年以来对黎巴嫩长达30年的军事占领。

## 关联条目
- 颜色革命

1. ↑  "Кедровая революция" в Ливане может перерасти в гражданскую войну